# Магомедов Муса Сергоєвич
Муса Сергоєвич Магомедов (нар. 7 квітня 1970, с. Іриб, Чародинський район, Дагестан, Росія) — український політик, народний депутат України 9-го скликання.
Член Комітету Верховної Ради з питань економічного розвитку. Голова Підкомітету з питань промислової політики Комітету Верховної Ради з питань економічного розвитку. 

## Життєпис
Освіта вища. Закінчив Донецький інститут радянської торгівлі, Міжнародний інститут менеджменту (м. Київ), Національний технічний університет «Харківський політехнічний інститут». Пройшов програму розвитку топ-менеджерів Групи «Метінвест» в московській школі управління Сколково.
Працює у сфері виробництва з 2003 р. З липня 2005 р. очолював наглядову раду ВАТ «Запоріжкокс». З 2009 р. — генеральний директор «Запоріжкоксу». З листопада 2012 р. — генеральний директор ПАТ «АКХЗ».
Кандидат у народні депутати на парламентських виборах у 2019 р. від Опозиційного блоку (виборчий округ № 45, міста Авдіївка, Ясинувата, Київський район міста Донецька, Ясинуватський район). На час виборів: генеральний директор ПрАТ «Авдіївський коксохімічний завод», безпартійний. Проживає в м. Авдіївка Донецької області.
У 2011 р. став лауреатом загальнонаціональної програми «Людина року» в номінації «Промисловець року».

## Статки
За 2019 рік задекларував 58,19 мільйонів гривень доходу.